# Lâmpada de vapor de mercúrio

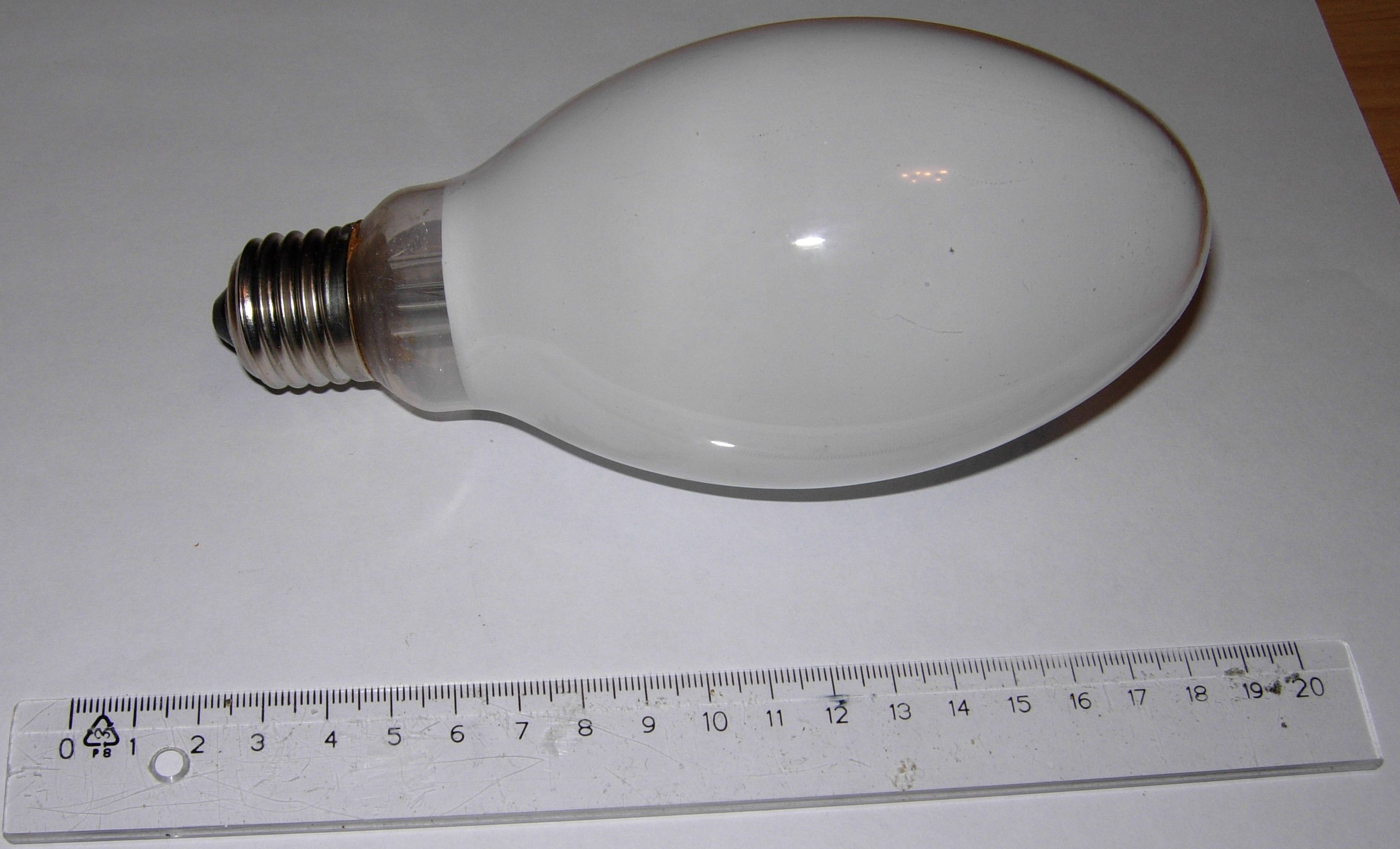
Figura 1 - Lâmpada de vapor de mercúrio de alta pressão típica

Uma lâmpada de vapor de mercúrio de alta pressão é um tipo de lâmpada de descarga, na qual a luz é produzida pela passagem de uma corrente elétrica através do vapor de mercúrio.

## Construção
A maioria das lâmpadas de mercúrio é construída com dois invólucros, um interno (tubo de descarga ou arco), feito de quartzo, e um externo feito de vidro borossilicato. Este último possui várias funções: proteger o tubo de descarga do meio externo e de variações de temperatura;  prevenir a  oxidação das partes internas pois usualmente contém um gás inerte (geralmente nitrogênio); prover uma superfície interna para a aplicação de um pó fluorescente.
O tubo de descarga é feito de quartzo para suportar as elevadas temperaturas aí desenvolvidas, e possui em cada extremidade um eletrodo de tungstênio recoberto por um material emissor de elétrons (óxidos de bário ou estrôncio). Junto a um dos eletrodos principais existe um eletrodo auxiliar, ligado em série a um resistor de partida, externo ao tubo de quartzo. O interior do tubo de quartzo é preenchido com um gás inerte (argônio) e gotas de mercúrio, vide figuras 2 e 3.

## Funcionamento

Figura 2 - Diagrama da lâmpada de vapor de mercúrio: 1-bulbo de vidro revestido com pó fluorescente; 2-eletrodos principais; 3-resistor; 4-eletrodo auxiliar; 5-bulbo de quartzo; 6-gota de mercúrio

Inicialmente, uma tensão é aplicada entre o eletrodo auxiliar e o eletrodo principal adjacente, produzindo um arco elétrico entre os dois e causando o aquecimento dos óxidos que passam a emitir elétrons e consequentemente ionizam o argônio, formando agora um arco entre os eletrodos principais.
Depois que o meio interno torna-se ionizado, a impedância entre os eletrodos principais torna-se bastante reduzida, e como a do circuito de partida é elevada (devido à presença do resistor), este torna-se praticamente inativo, sendo que toda a descarga elétrica ocorre entre os eletrodos principais. O período de ignição dura alguns segundos.

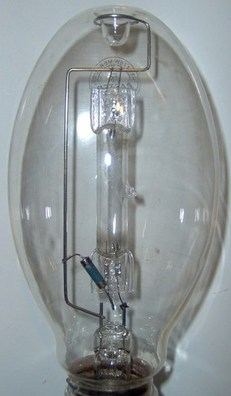
Figura 3 - Lâmpada de vapor de mercúrio de alta pressão, com bulbo externo transparente (sem o pó fluorescente)

O arco principal geral calor que gradualmente vaporiza o mercúrio. Durante este processo, o arco vai mudando de um brilho difuso azulado, característico do argônio, para um intenso azul-esverdeado característico do mercúrio.
Lentamente, com o aquecimento do meio interno, a pressão do vapor de mercúrio vai aumentando, com consequente aumento do fluxo luminoso, e só após alguns minutos a lâmpada se estabiliza na sua condição normal de operação.
A quantidade de mercúrio na lâmpada essencialmente determina a pressão final de operação, que é usualmente de 2 a 4 atm na maioria das lâmpadas. Porém há lâmpadas que operam em pressões maiores, da ordem de 10 atm.
Se a lâmpada é apagada, o mercúrio não pode ser reionizado até que a temperatura baixe o suficiente para que a pressão do vapor também baixe até um ponto onde o arco pode ser novamente criado reiniciando o ciclo de aquecimento. Isso leva de 3 a 10  minutos dependendo das condições externas e da potência da lâmpada.

## Características espectrais
O espectro de linhas de emissão do mercúrio possui picos na região do ultravioleta e do visível, vide a tabela.
| Comprimento de onda (nm) | Cor     |
| ------------------------ | ------- |
| 184,45                   | UVC     |
| 253,7                    | UVC     |
| 365,4                    | UVA     |
| 404,7                    | Violeta |
| 435,8                    | Azul    |
| 546,1                    | Verde   |
| 578,2                    | Amarelo |

A pressão na qual a lâmpada de vapor de mercúrio opera é responsável, em larga medida, pelas características da distribuição da potência espectral. Em geral, uma pressão de operação maior tende a deslocar uma maior parte da radiação emitida para comprimentos de onda maiores.
Quando o vapor está operando em pressões baixas, abaixo de 1 x 10 −3 atm, a radiação mais facilmente emitida possui comprimento de onda de 253,7 nm, correspondente ao ultravioleta curto (UVC). A medida que a pressão do vapor vai sendo elevada, esta radiação tende a ser absorvida pelo próprio vapor, e as outras linhas do espectro começam a se alargar e ganhar intensidade.
Assim a descarga no vapor de mercúrio em pressões baixas possui um pálido tom azulado, com a maioria de sua energia na região do ultravioleta, enquanto a descarga em alta pressão (3 atm) possui um tom branco esverdeado e de alta eficiência luminosa.
Portanto, diferentemente das lâmpadas fluorescentes (que operam em baixa pressão), nas lâmpadas de vapor de mercúrio de alta pressão, a temperatura e a pressão interna são reguladas de modo que a descarga elétrica produza diretamente a máxima emissão luminosa (ou seja no visível).

## Correção de cor
Como explicado acima, nas lâmpadas de vapor de mercúrio, o espectro de luz produzido possui emissões na região do UV longo e na região do visível nos comprimentos de onda correspondentes ao amarelo, verde, azul e violeta. Na maioria destas lâmpadas um pó fluorescente reveste a parte interna do bulbo exterior. Este pó é usado para converter a maior parte da componente UV para o visível, predominantemente na região do vermelho, dessa forma equilibrando melhor o espectro e fornecendo uma luz com coloração branca fria.

## Equipamentos auxiliares
Diferentemente de outras lâmpadas de descarga, a lâmpada de vapor de mercúrio não necessita de um ignitor externo (starter) para iniciar a descarga, em função da existência do eletrodo auxiliar. Porém necessita de um reator, para limitar e estabilizar a corrente que circula pela lâmpada.